# Pine Mountain (trampolino)
Il Pine Mountain (in inglese: Pine Mountain Jump, "trampolino Pine Mountain") è un trampolino situato a Iron Mountain, negli Stati Uniti d'America.

## Storia
Aperto nel 1938 e più volte ristrutturato, l'impianto ha ospitato alcune tappe della Coppa del Mondo di salto con gli sci e numerose gare della Coppa Continentale.

## Caratteristiche
Il trampolino lungo ha il punto K a 120 m; il primato ufficiale di distanza appartiene al giapponese Masahiko Harada (140 m nel 1996), anche se il primato ufficioso è maggiore: 143,5 m (l'austriaco Stefan Thurnbichler nel 2009). Il complesso è attrezzato anche con salti minori K38, K25 e K10.